# Шијоктон, Висконсин
Шијоктон, Висконсин (енгл. Shiocton) град је у америчкој савезној држави Висконсин.

## Демографија
По попису из 2010. године број становника је 921, што је 33 (-3,5%) становника мање него 2000. године.
| Група             | 2000.       | 2010.       |
| Белци             | 886 (92,9%) | 821 (89,1%) |
| Афроамериканци    | 0 (0,0%)    | 2 (0,2%)    |
| Азијати           | 0 (0,0%)    | 0 (0,0%)    |
| Хиспаноамериканци | 64 (6,7%)   | 83 (9,0%)   |
| Укупно            | 954         | 921         |